# Plaques d'or (Mormonisme)

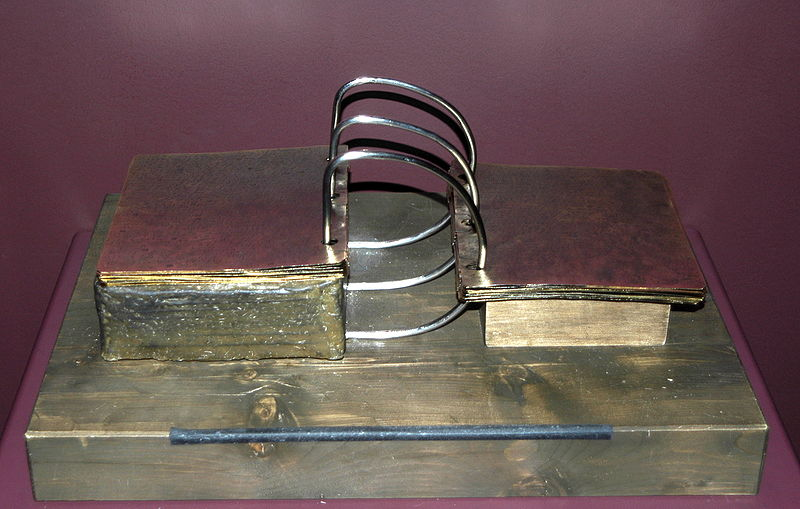
Reproduction des Plaques d'or d'après la description de Joseph Smith, Musée d'Histoire de l'Église.

Selon la théologie de l'Église de Jésus-Christ des saints des derniers jours, les Plaques d'or, également appelées dans une certaine littérature du XIXe siècle la Bible d'or, sont un livre relié de plaques métalliques gravées dont Joseph Smith affirme qu'elles étaient sa source pour la traduction du Livre de Mormon. 
Selon Joseph Smith, Moroni aurait, en 420 ap. J.-C., caché les Plaques d'or sur la colline de Cumorah. Joseph Smith affirme également qu'en 1827, il fut envoyé à cette colline par Moroni ressuscité afin d'y chercher ces plaques et les traduire.

## La question de l'écriture et de la langue

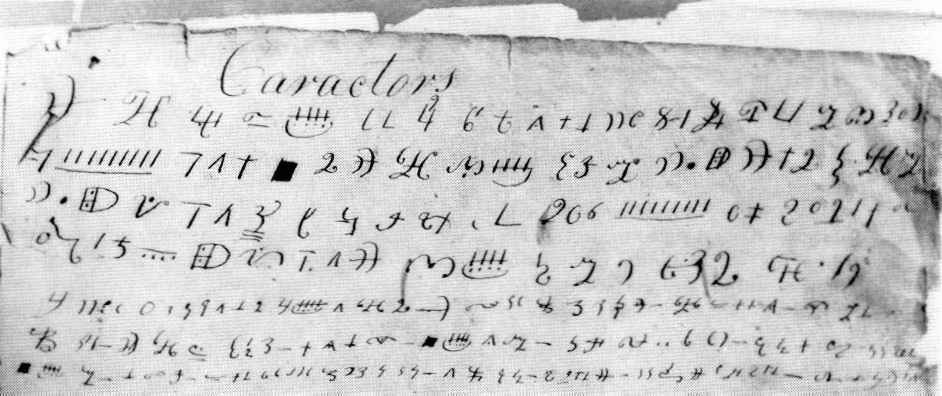
Transcription par Joseph Smith des caractères qui, selon lui, étaient gravés sur les Plaques d'or.

Les plaques d’or auraient contenu des caractères gravés dans une langue ancienne que le Livre de Mormon décrit comme étant l’égyptien réformé.
John Whitmer, l'un des huit témoins, dit que les plaques avaient de « fines gravures de chaque côté », et Orson Pratt (1811-1881), qui ne vit pas lui-même les plaques mais qui a parlé avec les témoins, comprit qu'elles étaient engravées de chaque côté, « par une teinte plus foncée, de façon à rendre les lettres plus lisibles et plus faciles à lire ».

## Positions actuelles

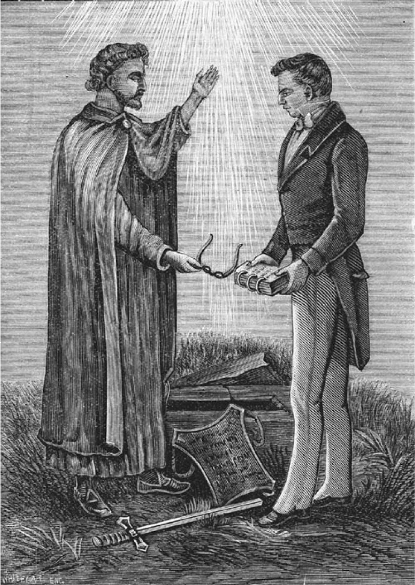
Joseph Smith recevant les Plaques d'or, gravure de 1893 par Edward Stevenson.

Trois témoins, Oliver Cowdery, David Whitmer et Martin Harris, puis huit autres, Christian Whitmer, Jacob Whitmer, Peter Whitmer fils, John Whitmer, Hiram Page, Joseph Smith père, Hyrum Smith et Samuel H. Smith, ont affirmé avoir vu les plaques. Joseph Smith dit les avoir restituées à l'ange Moroni après avoir achevé leur traduction. Par conséquent, dans la mesure où elles auraient existé, il ne serait plus possible de les examiner. Pour les mormons aujourd'hui, croire en l'existence de ces plaques est une question de foi.
Les non-croyants avancent des explications réalistes à l'histoire des plaques, comme une théorie selon laquelle Joseph Smith et ses compagnons ont fabriqué eux-mêmes les plaques, d'autres affirmant que Joseph Smith était capable de convaincre par des illusions ou par l'hypnose, ou encore que les plaques étaient mystiques et pouvaient être interprétées dans le contexte de l'époque de Joseph Smith où la magie était acceptée comme une part de réalité.